# 科努瓦耶
科努瓦耶（發音：[kɔʁnwaj] ⓘ）是法国西部布列塔尼西海岸的一个历史地区，涵盖今菲尼斯泰尔省南方大部、阿摩尔滨海省西部与莫尔比昂省北部，史上首府为坎佩尔。其在中世纪是一个王国，后来成为布列塔尼公国的一部分。自1923年起，坎佩尔每年举办科努瓦耶狂欢节，并评选出科努瓦耶女王。